# Герасим Трайчев
Герасим Атанасов Трайчев е български революционер, деец на Вътрешната македонска революционна организация.

## Биография
Герасим Трайчев е роден във винишкото село Блатец, тогава в Османската империя. Получава основно образование и става царевоселски войвода на ВМРО. На 14 декември 1923 година четата му от 8 души води сражение при село Стамер с 25 сръбски жандармеристи, в което загиват трима сърби, а мнозина са ранени. От българите един четник е леко ранен в крака. Тогава негов четник е и Стоян Георгиев.
Умира след 1943 година.